# Evliya Çelebi
Evliya Çelebi in turco ottomano اوليا چلبى, pseudonimo di Dervish Mehmed Zillî (Istanbul, 25 marzo 1611 – Il Cairo, 1684), è stato uno scrittore ottomano, considerato uno degli scrittori emergenti della letteratura turca non tradizionale del XVII secolo.
La sua vita si svolse sotto il regno di Murad IV (1623-1640), Ibrahim I (1640-1648) e Mehmed IV (1648-1687). Dopo i trent'anni, nominato aiutante di Melek Ahmed Pascià, che sarebbe diventato gran visir, ebbe modo di viaggiare costantemente sia all'interno dell'impero ottomano che in alcuni paesi stranieri. Scrisse pertanto una relazione in dieci volumi, intitolata Seyahatname (Il libro dei viaggi), considerato ai suoi tempi letteratura d'intrattenimento. Sebbene in alcuni casi sia ricorso all'immaginazione, la sua descrizione di Istanbul, che costituisce il primo tomo della Seyahatname, costituisce una fonte di prim'ordine per la conoscenza della capitale dell'impero ottomano nel XVII secolo. Ha descritto il presunto volo di Lagâri Hasan Çelebi, che sarebbe stato compiuto nel 1633 a bordo di un rudimentale razzo.